# Hein verLoren van Themaat
Hendrik (Hein) verLoren van Themaat (Hoorn, 27 januari 1874 − Stellenbosch, 22 oktober 1966) was een Nederlands burgemeester en hoogleraar staats- en volkenrecht te Stellenbosch.

## Biografie
In het begin van de 20e eeuw bracht VerLoren enige jaren in Zuid-Afrika door tijdens de Tweede Boerenoorlog en publiceerde daarover in 1903 Twee jaren in den Boerenoorlog. Op 12 juli 1912 promoveerde hij te Leiden in de staatswetenschappen op Een studie over het grondbezit in de Verenigde Staten van Noord-Amerika. Van 1904 tot 22 juni 1910 was hij burgemeester van Baflo, van 22 juni 1910 tot 1 mei 1920 burgemeester van Velsen. Daarna vertrok hij opnieuw naar Zuid-Afrika om daar hoogleraar staats- en volkenrecht te worden aan de Universiteit Stellenbosch. In 1931 werkte hij mee aan het gedenkboek bij het 50-jarig bestaan van de Nederlands Zuid-Afrikaanse Vereniging.
Prof. mr. dr. H. verLoren van Themaat overleed te Stellenbosch in 1966 op 92-jarige leeftijd.

### Familie
VerLoren was een telg uit het geslacht Verloren en een zoon van rechter mr. Joan Philip verLoren van Themaat (1840-1890) en Hester Geertruid Kronenberg (1848-1930). Hij was een broer van ir. Reep verLoren van Themaat (1882-1982). In 1904 trouwde hij met jkvr. Antonia Catharina (Tonia) Laman Trip (1879-1970), telg uit het geslacht Trip. Ze kregen drie kinderen, onder wie prof. Joan Philip verLoren van Themaat (1913-1966), hoogleraar rechtswetenschap aan de Universiteit van Pretoria. Door zijn huwelijk werd hij in 1914 een zwager van letterkundige jkvr. Henriette de Beaufort (1890-1982). Zijn zus Maria Elisabeth VerLoren van Themaat (1877-1958) trouwde in 1908 met een broer van zijn vrouw, jhr. ir. Willem Laman Trip (1877-1943). Zijn neef (oomzegger) Pieter verLoren van Themaat (1916-2004) was hoogleraar aan de Universiteit Utrecht en advocaat-generaal bij het Hof van Justitie (Europese Unie).